# Campeonato Femenino de la OFC 1986
El Campeonato Femenino de la OFC de 1986 fue la segunda edición de la máxima competición femenina de fútbol a nivel selecciones en Oceanía, celebrada en Nueva Zelanda. Participaron cuatro selecciones que se enfrentarían en sistema todos contra todos. Los dos primeros puestos de esa liga serían los finalistas y se enfrentarían entre ellos en un solo partido para definir al campeón, mientras que el tercero y cuarto harían eso también, aunque por el tercer puesto del torneo.

## Equipos participantes
En cursiva los debutantes.
| Equipos participantes | Equipos participantes | Equipos participantes | Equipos participantes |
| --------------------- | --------------------- | --------------------- | --------------------- |
| Australia             | China Taipéi          | Nueva Zelanda         | Nueva Zelanda B       |

## Resultados

### Primera ronda
| Equipo          | Pts | PJ | PG | PE | PP | GF | GC | Dif |
| --------------- | --- | -- | -- | -- | -- | -- | -- | --- |
| China Taipéi    | 6   | 3  | 3  | 0  | 0  | 4  | 1  | +3  |
| Australia       | 4   | 3  | 2  | 0  | 1  | 3  | 2  | +1  |
| Nueva Zelanda   | 2   | 3  | 1  | 0  | 2  | 3  | 3  | 0   |
| Nueva Zelanda B | 0   | 3  | 0  | 0  | 3  | 1  | 5  | -4  |

| 29 de marzo de 1986 | Nueva Zelanda B | 0:1 | China Taipéi   |  |  |
|                     |                 |     | Ma Hsiung-Chiu |  |  |

| 29 de marzo de 1986 | Nueva Zelanda | 0:1 | Australia      |  |  |
|                     |               |     | Renaye Iserief |  |  |

| 31 de marzo de 1986 | China Taipéi  | 1:0 | Australia |  |  |
|                     | Chou Tai-Ying |     |           |  |  |

| 31 de marzo de 1986 | Nueva Zelanda | 2:0 | Nueva Zelanda B |  |  |
|                     | Sharpe        |     |                 |  |  |

| 2 de abril de 1986 | Nueva Zelanda | 1:2 | China Taipéi               |  |  |
|                    | Jacobson      |     | Liu Yu-Chu · Chou Tai-Ying |  |  |

| 2 de abril de 1986 | Nueva Zelanda B | 1:2 | Australia                      |  |  |
|                    | Jo Bradley      |     | Sue Monteath · Sharon Mateljan |  |  |

### Tercer puesto
| 5 de abril de 1986 | Nueva Zelanda | 0:0 (t. s.)(3:1 p.) | Nueva Zelanda B |  |  |

### Final
| 6 de abril de 1986 | China Taipéi                                  | 4:1 | Australia     |  |  |
|                    | Liu Yu-Chu · Yang Hsio-Chih · Hsieh Hsiu-Ming |     | Andrea Martin |  |  |

| China Taipéi  |
| China Taipéi  |
| Primer título |